# Tanacetum ptarmiciflorum
Tanacetum ptarmiciflorum (Webb & Berth.) Sch.Bip. es un arbusto con las hojas plateadas perteneciente a la familia Asteraceae. 

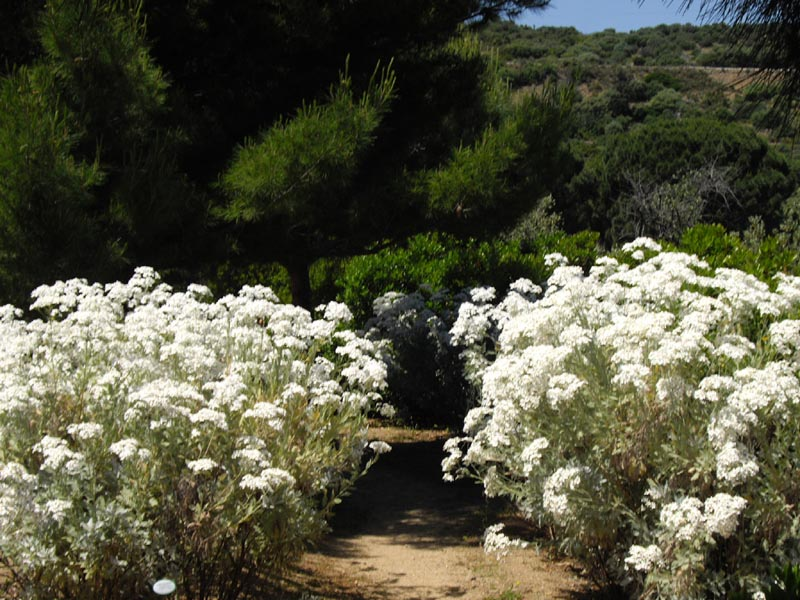
Vista de la planta en flor

## Descripción
Es conocida como planta ornamental. Se le conoce popularmente como "arbusto cordón de plata" y es nativo de las Islas Canarias. Está en peligro en su vida silvestre y es un atractivo arbusto perenne que prefiere suelos secos, soleados y bien drenados.

## Taxonomía
Tanacetum ptarmiciflorum fue descrita por  (Webb & Berth.) Sch.Bip. y publicado en  Ueber die Tanaceteen 50. 1844.
Etimología
Tanacetum: nombre genérico  derivado del latín medieval "tanazita" que a su vez proviene del griego "athanasia" (= inmortal, a largo plazo), que probablemente indica la larga duración de la inflorescencia de esta planta, en otros textos se refiere a la creencia de que las bebidas a base de las hojas de esta planta confiere la vida eterna.
ptarmiciflorum: epíteto latino que significa "con flores que provocan estornudos".
Sinonimia
- Chrysanthemum ptarmiciflorum (Webb) Brenan
- Pyrethrum ptarmiciflorum Webb & Berthel.[4]